# Passaporte da Nova Zelândia
Os passaportes da Nova Zelândia (em Maori : Uruwhenua Aotearoa) são emitidos para os cidadãos da Nova Zelândia para fins de viagens internacionais pelo Departamento de Assuntos Internos . A Nova Zelândia tem uma taxa de posse de passaporte de cerca de 70% da população e existem cerca de 2,9 milhões de passaportes da Nova Zelândia em circulação. É classificado como um dos passaportes mais poderosos do mundo.

## História
A Nova Zelândia participa do Five Nations Passport Group, um fórum internacional de cooperação entre as autoridades emissoras de passaporte na Austrália, Canadá, Reino Unido e Estados Unidos para "compartilhar melhores práticas e discutir inovações relacionadas ao desenvolvimento de políticas e produtos para passaportes. e práticas ".

### Início do século XX: introdução de passaportes
Poucos países exigiram passaportes antes da Primeira Guerra Mundial, e não eram geralmente necessários para viagens ao exterior. Em 1900, havia solicitações ocasionais de passaportes da Nova Zelândia, assinados pessoalmente pelo governador. Em 1905, o deputado George Fowlds decidiu retornar à Escócia para o centésimo aniversário de seu pai. Ele decidiu que precisava de um passaporte quando seu navio estava prestes a sair; um inconveniente tanto para o departamento quanto para o governador que precisou assinar. Um único passaporte cobria um homem, sua esposa e filhos, mas não incluía uma foto ou detalhes pessoais como idade, altura ou cor dos olhos. 
Na Primeira Guerra Mundial, o governo britânico exigiu passaportes em 1915, e a Nova Zelândia se seguiu a partir de novembro de 1915, com uma carga de trabalho aumentada para o departamento e a polícia. 1.108 passaportes haviam sido emitidos em 1909, mas 6.000 foram emitidos nos nove meses de 15 de novembro de 1915 a 21 de agosto de 1916. O número foi mantido alto pelas viagens civis após a guerra, mais de 4.300 em 1921, e o número permaneceu nesse nível até a depressão. O número caiu de 4.722 em 1930 para 2.455 no ano encerrado em 31 de março de 1934. 

### Década de 1950: introdução da cidadania neozelandesa
Após a criação da cidadania neozelandesa moderna com a aprovação da Lei da Nacionalidade Britânica e da Cidadania da Nova Zelândia de 1948 (que entrou em vigor em 1 de janeiro de 1949), a residência na Nova Zelândia deixou de qualificar cidadãos britânicos ou da Commonwealth para passaporte da Nova Zelândia, e eles tiveram que solicitar a cidadania neozelandesa, em seguida, um passaporte, com mais trabalho para o Departamento de Assuntos Internos . Em 1950, o número de passaportes emitidos chegou a dez mil, o dobro do que foi emitido em 1939.  Entre 1948 e 1977, os passaportes da Nova Zelândia exibiam as palavras "cidadão neozelandês e sujeito britânico".
A partir de 1º de julho de 1981, o governo Fraser anunciou que os cidadãos da Nova Zelândia não podiam mais viajar para a Austrália sem passaporte, pois considerava-se que muitas pessoas que não tinham o direito de viajar sem passaporte para a Austrália estavam se passando por neozelandeses.

### Década de 1990: introdução de passaportes legíveis por máquina
Em 1992, o Departamento de Assuntos Internos começou a emitir passaportes legíveis por máquina na Nova Zelândia, enquanto postos no exterior da Nova Zelândia continuaram a emitir passaportes manuais. Desde 24 de fevereiro de 1992, os nomes das crianças não são mais endossados nos passaportes de seus pais. Em fevereiro de 1997, o Alto Comissariado da Nova Zelândia em Londres começou a emitir passaportes legíveis por máquina.
Em dezembro de 2000, o francês foi removido da página de dados biográficos do passaporte da Nova Zelândia e substituído por maori - essa mudança foi provocada pelo Departamento de Assuntos Internos para refletir o status de Te Reo Maori como idioma oficial da Nova Zelândia e fornecer "Os neozelandeses viajam para o exterior com um passaporte que reflete com mais precisão sua identidade nacional".
Em 2001, o Departamento de Assuntos Internos assumiu a responsabilidade pelo Ministério de Relações Exteriores e Comércio do Escritório de Passaportes de Londres.

### Década de 2000: Passaportes não legíveis por máquina
Em 2003, apenas cerca de 4% de todos os portadores de passaporte da Nova Zelândia ainda possuíam uma versão não legível por máquina.
Em 26 de outubro de 2004, os postos diplomáticos da Nova Zelândia deixaram de emitir passaportes manuais e, no mesmo dia, começaram a emitir documentos de viagem de emergência de curto prazo, legíveis por máquina, para os cidadãos da Nova Zelândia que precisam viajar com urgência. Uma das razões para reduzir o número de passaportes não legíveis por máquina em circulação foi aumentar a segurança dos passaportes da Nova Zelândia; outra era que, a partir desse dia, os neozelandeses que viajassem para os Estados Unidos sob o Programa de Isenção de Visto deveriam entrar em um passaporte legível por máquina.
A partir dessa data, todos os cidadãos da Nova Zelândia que solicitam um passaporte no exterior precisam enviar sua solicitação ao Escritório de Passaportes na Nova Zelândia, Sydney ou Londres. Isso também significava que todos os passaportes da Nova Zelândia emitidos em ou após 26 de outubro de 2004 eram legíveis por máquina. Os passaportes restantes da Nova Zelândia não legíveis por máquina (série M) ainda eram válidos e expiraram em 25 de outubro de 2014, o mais tardar (apenas cerca de 2% dos portadores de passaporte da Nova Zelândia ainda tinham uma versão não legível por máquina nessa data).

### 2005: introdução de passaportes biométricos e validade reduzida para 5 anos
Em 4 de novembro de 2005, o Departamento de Assuntos Internos começou a emitir passaportes biométricos da Nova Zelândia (série EA). Para cobrir os custos mais altos associados à produção de passaportes biométricos (em comparação com os passaportes legíveis por máquinas anteriores), o custo do aplicativo aumentou de NZ $ 71 para NZ $ 150 para adultos e de NZ $ 36 para NZ $ 80 para crianças.
Todos os passaportes emitidos de 24 de abril de 2005 a 29 de novembro de 2015 - adultos e crianças - têm validade máxima de cinco anos, como resultado da Lei de Alteração de Passaportes (2005). Os passaportes emitidos antes de 24 de abril de 2005 permaneceram válidos até a data de vencimento, conforme indicado na página de dados biográficos. A partir de 24 de abril de 2005, os passaportes da Nova Zelândia não eram mais aprovados com alterações de nome, o que significava que, por exemplo, mudar para um nome de casado exigia a solicitação de um novo passaporte.

### 2009: Novo design de passaporte introduzido
Em 23 de novembro de 2009, o Departamento de Assuntos Internos lançou uma nova (e atual) versão do passaporte biométrico (série LA), fornecido sob contrato com a Canadian Bank Note Company, a um custo de pouco menos de US $ 100 milhões em cinco anos. Uma das motivações para um novo design de passaporte era garantir que continuaria difícil produzir passaportes neozelandeses falsificados. Ao contrário do passaporte biométrico anterior, as fotografias na página de dados biográficos agora são gravadas a laser em preto e branco para maior segurança.

### 2014: validade do passaporte aumentada para 10 anos novamente
Em 29 de maio de 2014, depois de considerar a Petição de Kyle Lockwood, o Comitê de Administração do Governo recomendou ao governo da Nova Zelândia que os passaportes de dez anos para adultos fossem restabelecidos. O comitê concluiu "Com base nas evidências recebidas, não estamos convencidos de que a redução nos passaportes fraudulentos detectados seja resultado do menor período de validade. Parece-nos mais provável que a introdução de passaportes biométricos tenha diminuído a fraude e a falsificação. O padrão internacional entre países como Austrália, França, Alemanha, Reino Unido e Estados Unidos da América, que usam passaportes biométricos semelhantes, é de dez anos. Os recursos de segurança biométrica levaram países como China, Canadá e Holanda a reintroduzir passaportes de dez anos. Apoiamos a intenção da petição. "  As alterações legais foram aprovadas em 2015 e, desde 30 de novembro de 2015, os passaportes de 10 anos estão disponíveis novamente para os neozelandeses com 16 anos ou mais; passaportes para crianças menores de 16 anos ainda são válidos apenas por 5 anos.

## Passaportes emitidos (por ano e espécie)
O número de passaportes e documentos de viagem da Nova Zelândia emitidos por ano é o seguinte:
| Ano     | Passaportes (serviço padrão) | Passaportes (serviço urgente) | Documentos de viagem de emergência, documentos de viagem para refugiados e certificados de identidade |
| ------- | ---------------------------- | ----------------------------- | --- |
| 2012-13 | 570.506                      | 45.078                        | 1.367                                                                                                 |
| 2011-12 | 557.473                      | 45.898                        | 1.385                                                                                                 |
| 2010-11 | 512.017                      | 45.073                        | 1.469                                                                                                 |
| 2009-10 | 396.048                      | 36.841                        | 1.255                                                                                                 |
| 2008-09 | 352.246                      | 34.659                        | 1.173                                                                                                 |
| 2007-08 | 375.585                      | 35.812                        | 1.239                                                                                                 |
| 2006-07 | 398.040                      | 398.040                       | 398.040                                                                                               |
| 2005-06 | 385.966                      | 385.966                       | 385.966                                                                                               |
| 2004-05 | 411.986                      | 411.986                       | 411.986                                                                                               |
| 2003-04 | 390.419                      | 390.419                       | 390.419                                                                                               |
| 2002-03 | 279.810                      | 29.741                        | 6.212                                                                                                 |
| 2001-02 | 289.695                      | 28.513                        | 6.120                                                                                                 |
| 2000-01 | 308.399                      | 32.674                        | 6.570                                                                                                 |
| 1999-00 | 308.691                      | 28.733                        | 6.823                                                                                                 |
| 1998-99 | 303.316                      | 26.526                        | 7.664                                                                                                 |

## Direito ao passaporte
Somente os cidadãos da Nova Zelândia têm o direito de receber passaportes da Nova Zelândia; no entanto, outros documentos de viagem estão disponíveis no Departamento de Assuntos Internos para refugiados ou residentes da Nova Zelândia que não conseguem obter passaportes de seus países de origem, mas precisam viajar; consulte o documento de viagem para refugiados da Nova Zelândia e o certificado de identidade da Nova Zelândia .

## Tipos
| Tipo                                | Uso | Imagem da capa                              | Imagem da Página Biodata |
| ----------------------------------- | --- | ------------------------------------------- | ------------------------ |
| Comum                               | Emitido aos cidadãos da Nova Zelândia para viagens comuns, como feriados e viagens de negócios. |                                             |                          |
| Diplomático                         | Emitido para diplomatas da Nova Zelândia, altos funcionários do governo e correios diplomáticos. Nota: Os titulares de um passaporte diplomático / oficial devem usar seu passaporte comum se a viagem for por motivos não oficiais / diplomáticos. | New Zealand Diplomatic Passport cover       |                          |
| Oficial                             | Emitido a indivíduos que representam o governo da Nova Zelândia em negócios oficiais. Nota: Os titulares de um passaporte diplomático / oficial devem usar seu passaporte comum se a viagem for por motivos não oficiais / diplomáticos.            | New Zealand Official Passport cover         |                          |
| Documento de Viagem de Emergência   | Emitido apenas para viagens urgentes. | New Zealand Emergency Travel Document cover |                          |
| Certificado de identidade           | Emitido para residentes estrangeiros da Nova Zelândia que não conseguem obter um passaporte nacional. | New Zealand Certificate of Identity cover   |                          |
| Documento de Viagem para Refugiados | Emitido para refugiados reconhecidos na Nova Zelândia. | New Zealand Refugee Travel Document cover   |                          |

## Obtenção de passaporte

### Procedimento de aplicação
O Departamento de Assuntos Internos é responsável pela emissão de passaportes na Nova Zelândia. O Departamento de Assuntos Internos emite passaportes de seus escritórios em Auckland, Christchurch e Wellington na Nova Zelândia, além de escritórios no exterior em Sydney e Londres. As embaixadas, as comissões altas e os consulados da Nova Zelândia fora de Sydney e Londres não podem emitir passaportes, embora os oficiais diplomáticos possam fornecer formulários de inscrição e ajudar na comunicação com um escritório emissor.
Agora, os passaportes para adultos podem ser aplicados on-line pela primeira vez e por renovações. O tempo de processamento padrão é de até 10 dias úteis, mais a entrega, a menos que um serviço de urgência ou chamada seja solicitado. Existem taxas on-line para a Austrália e o Reino Unido, além da Nova Zelândia.
Em janeiro de 2020, um passaporte padrão custa US $ 191 para adultos e US $ 111 para crianças, incluindo entrega na Nova Zelândia.

### Viagem urgente
Em emergências, algumas embaixadas, altas comissões e consulados da Nova Zelândia podem emitir um Documento de Viagem de Emergência com validade de apenas um ano, destinado a ajudar os cidadãos da Nova Zelândia que não têm tempo para obter um passaporte a tempo de viajar. Uma solicitação de um ETD (Documento de Viagem de Emergência) da Nova Zelândia custa NZ $ 350 e inclui a taxa para um passaporte de substituição completo antes do vencimento do ETD. Em países onde não há posto diplomático da Nova Zelândia, os cidadãos neozelandeses que precisam viajar com urgência e cujo passaporte expirou, foram perdidos ou roubados podem receber um documento de viagem de emergência a um custo de £ 95 por uma missão estrangeira britânica como desde que isso tenha sido esclarecido com o Ministério de Relações Exteriores e Comércio da Nova Zelândia .

### Endosso indicando cidadania da Nova Zelândia
Como alternativa à obtenção de um passaporte da Nova Zelândia, os cidadãos da Nova Zelândia com outra nacionalidade e um documento de viagem / passaporte estrangeiro podem solicitar um endosso indicando a cidadania neozelandesa da Immigration New Zealand (INZ). O endosso pode ser fisicamente afixado no passaporte / documento de viagem estrangeiro ou pode ser vinculado eletronicamente no banco de dados da INZ ao passaporte / documento de viagem estrangeiro. Um endosso indicando a nacionalidade da Nova Zelândia é válido pela duração do passaporte / documento de viagem no qual é endossado ou vinculado eletronicamente. Um endosso indicando a cidadania neozelandesa custa NZ $ 130 para solicitações iniciais e NZ $ 80 para solicitações subsequentes, o que significa que é mais barato do que obter um passaporte adulto regular da Nova Zelândia. A taxa pelo endosso é completamente dispensada se for vinculada ou afixada eletronicamente em um passaporte emitido pela Áustria, Finlândia, Grécia, Islândia, Israel, Itália ou Turquia . Dado que a validade máxima dos passaportes da Nova Zelândia é de 10 anos para adultos e 5 anos para menores de 16 anos, um endosso indicando que a cidadania neozelandesa pode se tornar uma opção ainda mais econômica se afixada dentro ou vinculada eletronicamente a um passaporte estrangeiro / documento de viagem com validade mais longa (por exemplo, 10 anos). Também é mais fácil obter um endosso indicando a cidadania neozelandesa do que um passaporte neozelandês no exterior, já que um endosso pode ser emitido nos escritórios da INZ em Apia, Bangcoc, Pequim, Cidade de Ho Chi Minh, Hong Kong, Jacarta, Londres, Moscou, Mumbai, Nova Délhi, Nuku'alofa, Pretória, Xangai, Cingapura, Suva, Sydney e Taipei, enquanto os passaportes da Nova Zelândia só são emitidos no exterior pelo Departamento de Assuntos Internos em Sydney e Londres. No entanto, os cidadãos da Nova Zelândia com nacionalidade dupla / múltipla que viajam com um passaporte / documento de viagem emitido por outro país podem não conseguir acessar a assistência consular da Nova Zelândia enquanto estão no exterior e podem não ser capazes de desfrutar de tantas isenções de visto. Por exemplo, um cidadão neozelandês e samoano duplo que viaja apenas com um passaporte samoano com um endosso indicando a cidadania neozelandesa afixada no interior não pode obter um visto de categoria especial (SCV) na chegada à Austrália e deve obter um visto de visitante australiano antes de viajar, Como para obter um SCV, um cidadão neozelandês deve apresentar um passaporte válido na Nova Zelândia.

### Viagem de volta à Nova Zelândia sem passaporte
Em geral, para estabelecer seu direito de entrar na Nova Zelândia, é necessário que um cidadão da Nova Zelândia apresente um passaporte válido da Nova Zelândia ou um passaporte emitido por outro país que esteja eletronicamente vinculado ou fisicamente afixado com um endosso indicando a nacionalidade da Nova Zelândia.
No entanto, uma embaixada, alto comissão ou consulado da Nova Zelândia ou uma filial da Imigração na Nova Zelândia podem solicitar que o oficial de imigração em um porto de entrada na Nova Zelândia não exija o passaporte de um cidadão da Nova Zelândia em circunstâncias urgentes ou compassivas (por exemplo, morte doença grave) quando não há tempo suficiente para a emissão do passaporte da Nova Zelândia.

## Aparência física

### Cobrir
A versão atual dos passaportes da Nova Zelândia emitidos desde novembro de 2009 é preta, com o brasão da Nova Zelândia estampado em prata no centro da capa. As palavras "PASSAPORTE DA NOVA ZELÂNDIA" e "URUWHENUA AOTEAROA" estão inscritas acima do brasão de armas em prata. O símbolo biométrico padrão aparece na parte inferior da capa. As capas frontal e traseira têm samambaias prateadas gravadas na borda externa.
Os passaportes regulares emitidos antes de novembro de 2009 tinham uma capa azul marinho.

### Nota do passaporte
Os passaportes contêm uma nota do estado de emissão que é endereçada às autoridades de todos os outros estados, identificando o portador como um cidadão desse estado e solicitando que ele seja autorizado a passar e ser tratado de acordo com normas internacionais. A nota nos passaportes da Nova Zelândia declara:
O Governador Geral no Reino da Nova Zelândia solicita, em nome de Sua Majestade, a Rainha a quem possa interessar permitir que o portador passe sem demora ou impedimento e, em caso de necessidade, de dar toda a assistência e proteção legais.
e em Maori:
Ele tono tēnei no Kāwana-Tianara ou no Whenua ou Aotearoa i raro no Tego ou Kuini Erihāpeti ki te hunga e tika ana kia kaua e akutōtia, e whakakōpekatia te tangata mau no te uruwhenua nei no ana haere, e hiahiatia ai me āwhina, me manaaki.

### línguas
As partes textuais dos passaportes da Nova Zelândia são impressas em inglês e maori. (Anteriormente inglês e francês. )

### Página Biodata

Design da página de dados biográficos

A página de dados biográficos da versão atual do passaporte da Nova Zelândia inclui os seguintes dados:
- Foto do titular do passaporte (em preto e branco)
- Tipo ( Momo ): P
- Estado de emissão ( Whenua ): NZL
- Nº do passaporte ( Tau Uruwhenua )
- Sobrenome ( Ingoa whānau )
- Nomes próprios ( Ingoa āke )
- Nacionalidade ( Iwi tūturu ): NOVA ZELÂNDIA
- Data de nascimento ( Rā whānau )
- Sexo ( Tāne-Wahine )
- Local de nascimento ( Wāhi whānau ) (os passaportes emitidos após dezembro de 2005 incluirão apenas a cidade de nascimento)
- Data de emissão ( Rā timatanga )
- Data de validade ( Rā mutunga )
- Autoridade ( Te Mana Tuku )

A página de informações termina com a zona legível por máquina .

## Lei
Sob a Lei de Passaportes de 1992, o Ministro da Administração Interna tem o poder de recusar um passaporte, por exemplo, por razões de segurança nacional.
O ministro também tem o poder de emitir um passaporte por menos do que o atual período de validade de dez anos.

## Incidentes

### Uso pelo governo israelense
Em 2004, dois israelenses, agentes suspeitos que trabalhavam para Mossad, Eli Cara e Uriel Kelman, foram condenados e presos por tentar obter passaportes da Nova Zelândia enviando solicitações fraudulentas . Um terceiro agente suspeito do Mossad, Zev William Barkan, ex-diplomata israelense baseado na Europa, estava envolvido no roubo da identidade de um morador tetraplégico de Auckland para obter um passaporte fraudulentamente em seu nome. Somente um ano depois o governo de Israel pediu desculpas formalmente ao governo da Nova Zelândia pelas ações de seus cidadãos.
Logo após o terremoto de Christchurch em 2011, foram levantadas preocupações de que um grupo de israelenses possa estar novamente tentando obter fraudulentamente os passaportes da Nova Zelândia  mas poucas evidências disso foram encontradas até o momento.
Depois que Ofer Mizrahi, um cidadão israelense, morreu após ser esmagado pela queda de alvenaria em uma van estacionada, ele foi encontrado na posse de mais de um passaporte estrangeiro  e o governo da Nova Zelândia investigou se ele e seus companheiros tinham ligações com Mossad. Havia preocupações de que os viajantes estivessem tentando se infiltrar no sistema nacional de computadores da polícia para obter acesso a informações que poderiam ser usadas para clonar passaportes da Nova Zelândia.
Seus companheiros de viagem sobreviventes, Michal Fraidman, Liron Sade e Guy Jordan, se reuniram com autoridades israelenses e deixaram a Nova Zelândia dentro de doze horas após o terremoto. Após investigações da polícia e do SIS, o primeiro-ministro Key disse que descobriu que o Mossad não estava envolvido e que: "Na opinião dessas agências, não há ligação entre esses indivíduos e as agências de inteligência israelenses. Não foram encontradas evidências para sugerir que houvesse algo além de mochileiros " .

## Requisitos de visto

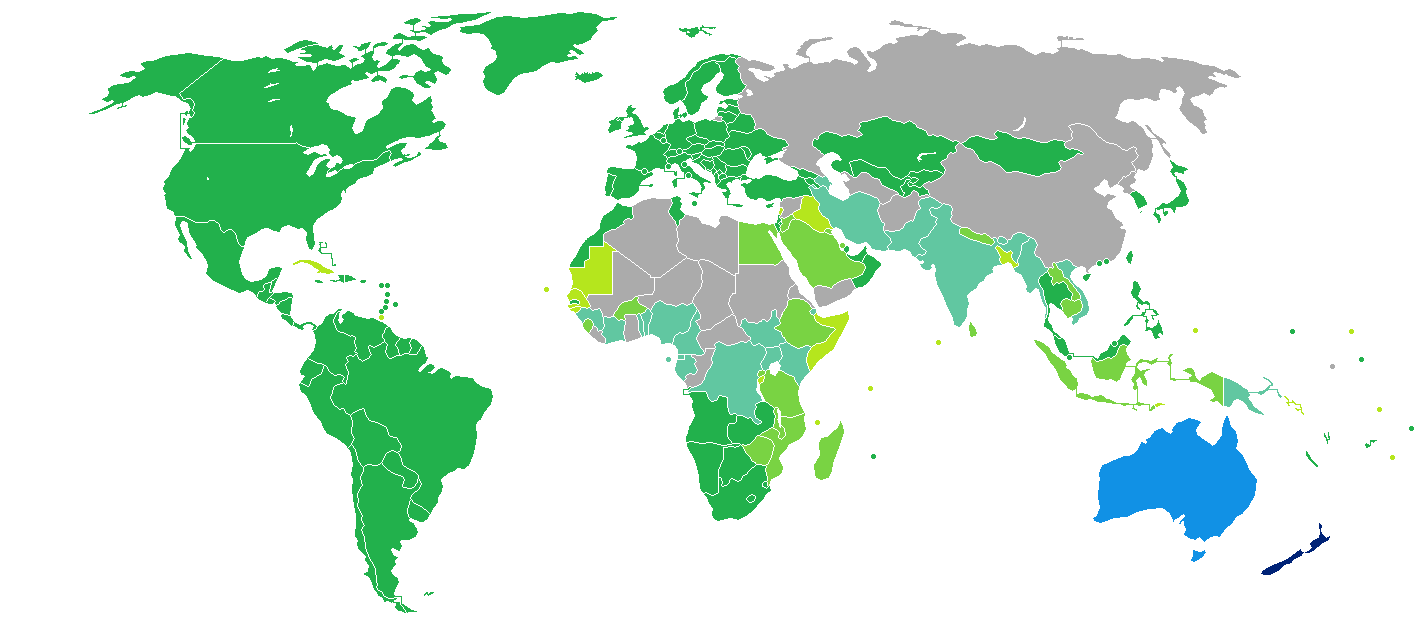
Requisitos de visto para os cidadãos da Nova Zelândia

Desde 26 de março de  2019 New Zealand citizens had visa-free or visa-on-arrival access to 181 countries and territories around the world, including all European Union member states, ranking the New Zealand passport 9th in the world in terms of travel freedom (tied with Australian and Icelandic passport) according to the Henley Passport Index. Additionally, Arton Capital's Passport Index ranked the New Zealand passport 6th in the world in terms of travel freedom, with a visa-free score of 162 (tied with Icelandic and Maltese passports), as of 2 December 2018.

## Estatísticas de viagens ao exterior
De acordo com as estatísticas, este é o número de visitantes da Nova Zelândia em vários países por ano em 2015 (salvo indicação em contrário): 

## Passaportes anteriores

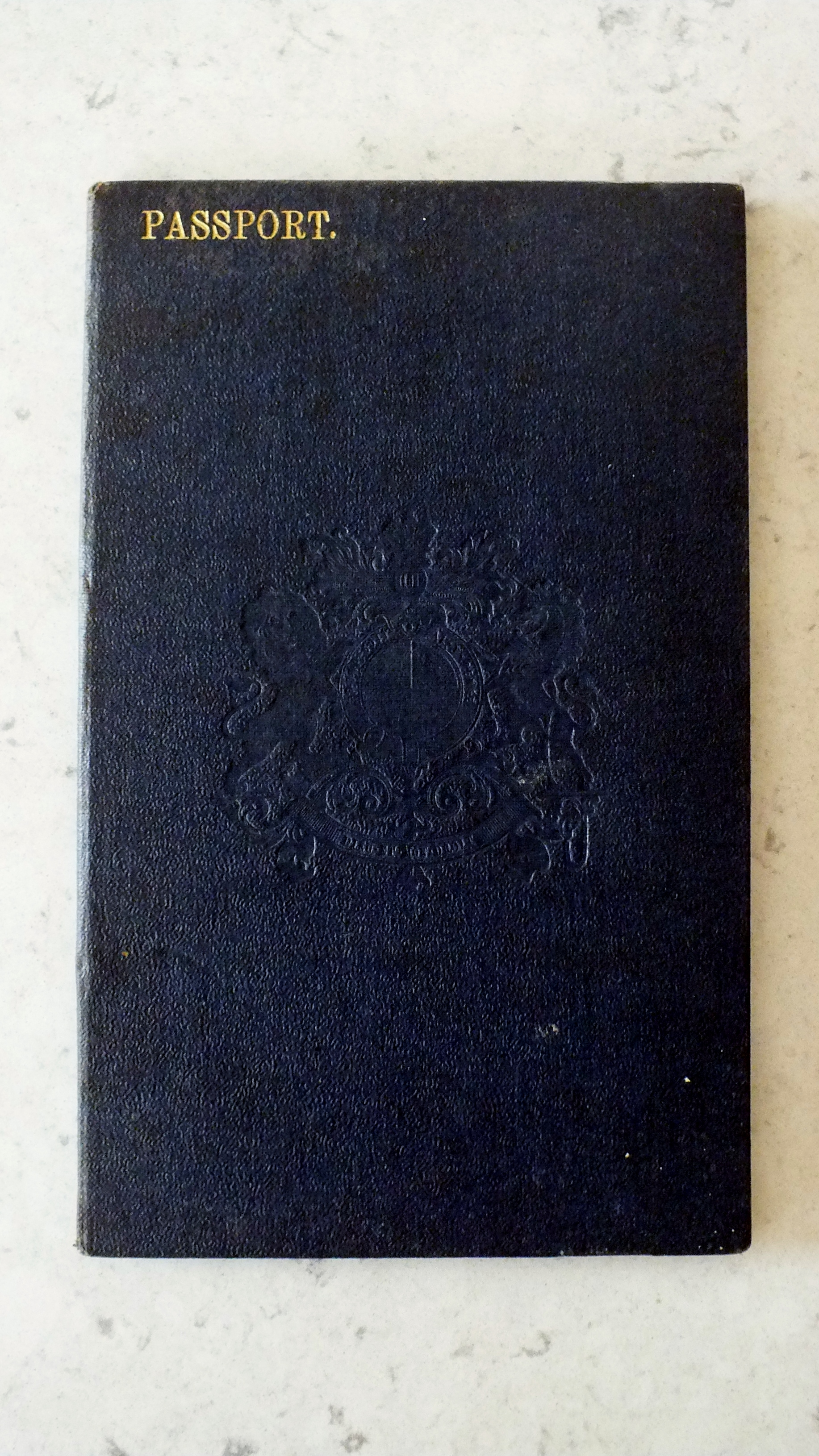
Primeiro tipo de passaporte de identificação com foto da Nova Zelândia emitido entre c. 1915 e 1923.
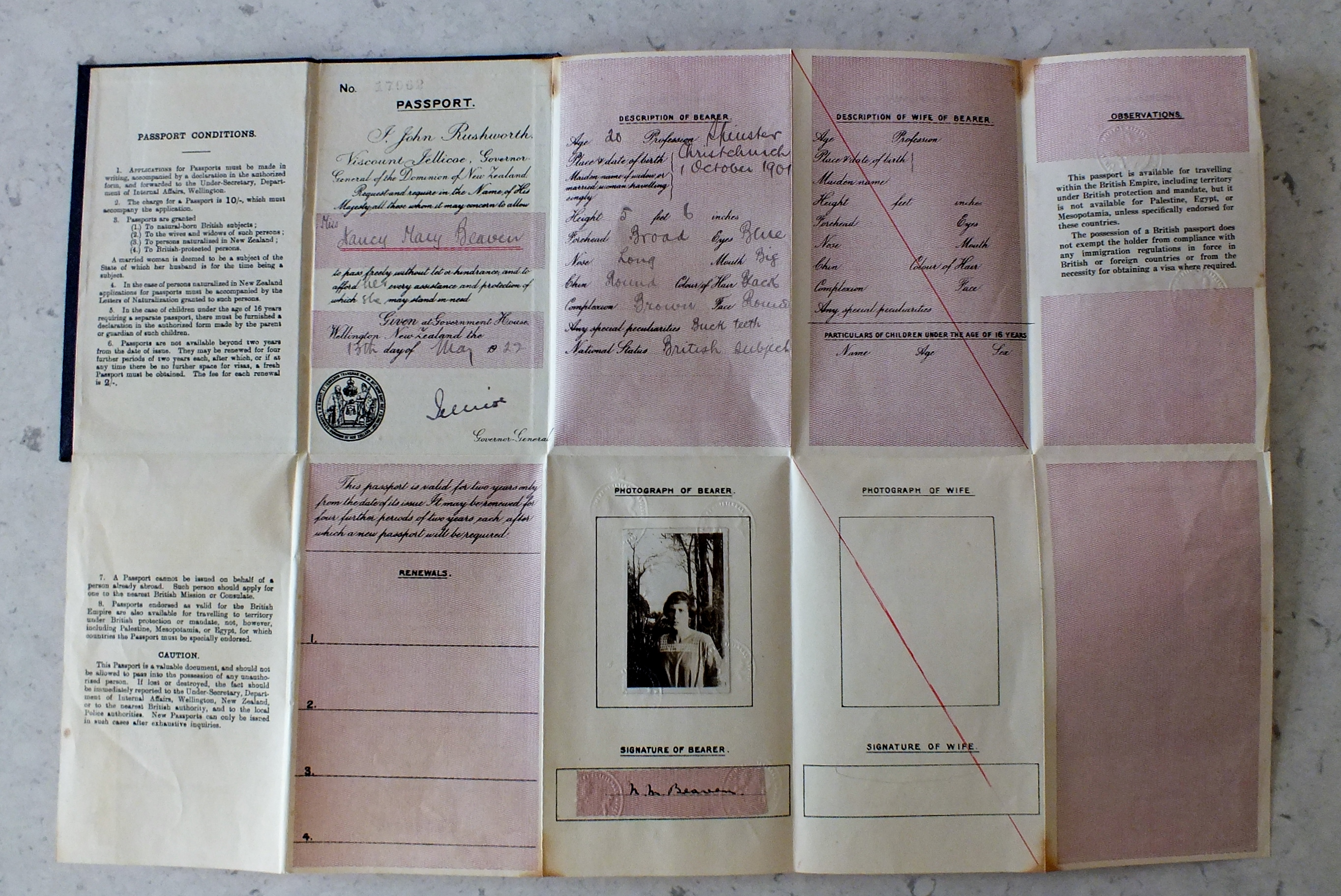
Interior do primeiro tipo de passaporte com identificação com foto da Nova Zelândia. Esse tipo de dobramento foi substituído pelo conhecido formulário de folhetos por volta de 1923, algum tempo depois que o tipo foi eliminado na maioria das outras partes do Império Britânico.
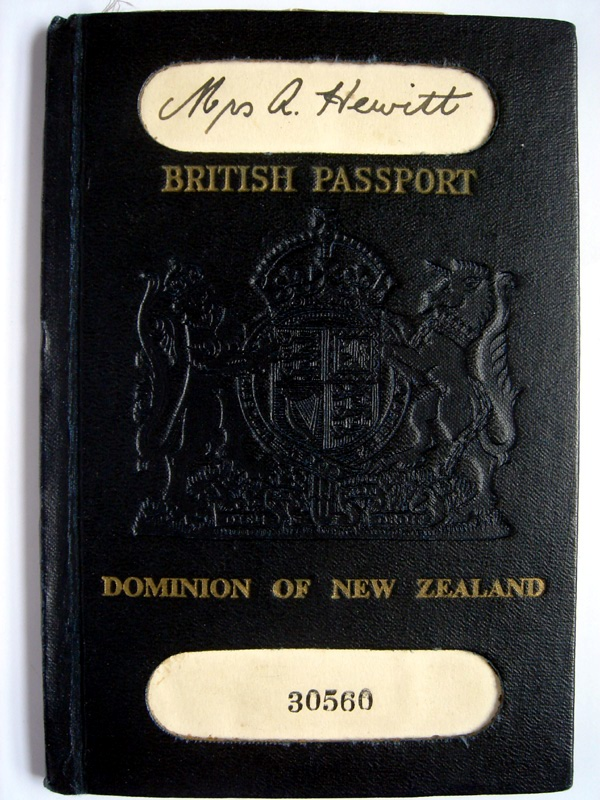
Passaporte da Nova Zelândia emitido em 1949
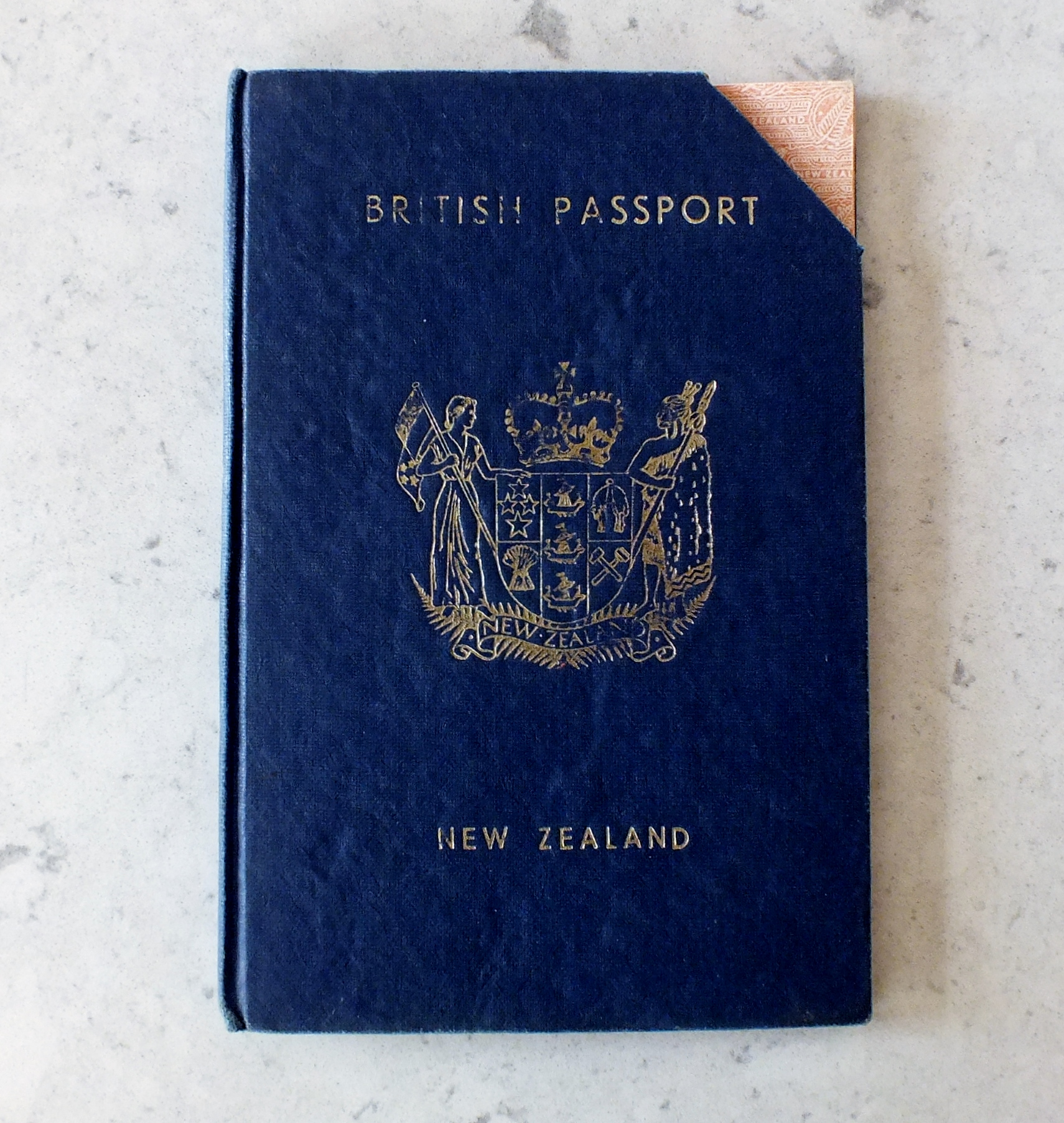
Terceiro tipo de passaporte da Nova Zelândia que substituiu o "Domínio da Nova Zelândia" tipo 2. Usado nas décadas de 1950 e 1960 e substituído em 1973.
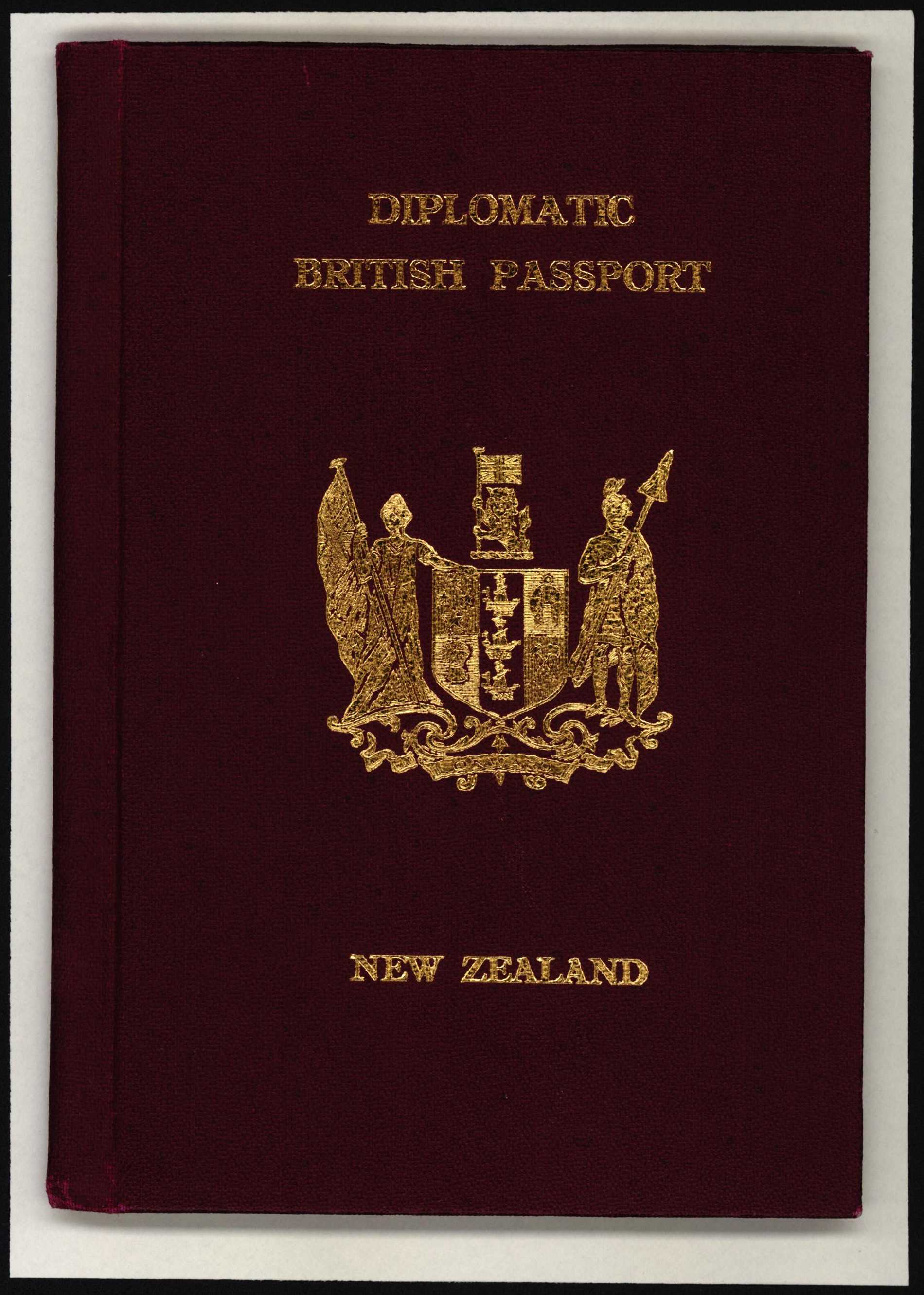
Um exemplo de passaporte diplomático de 1952
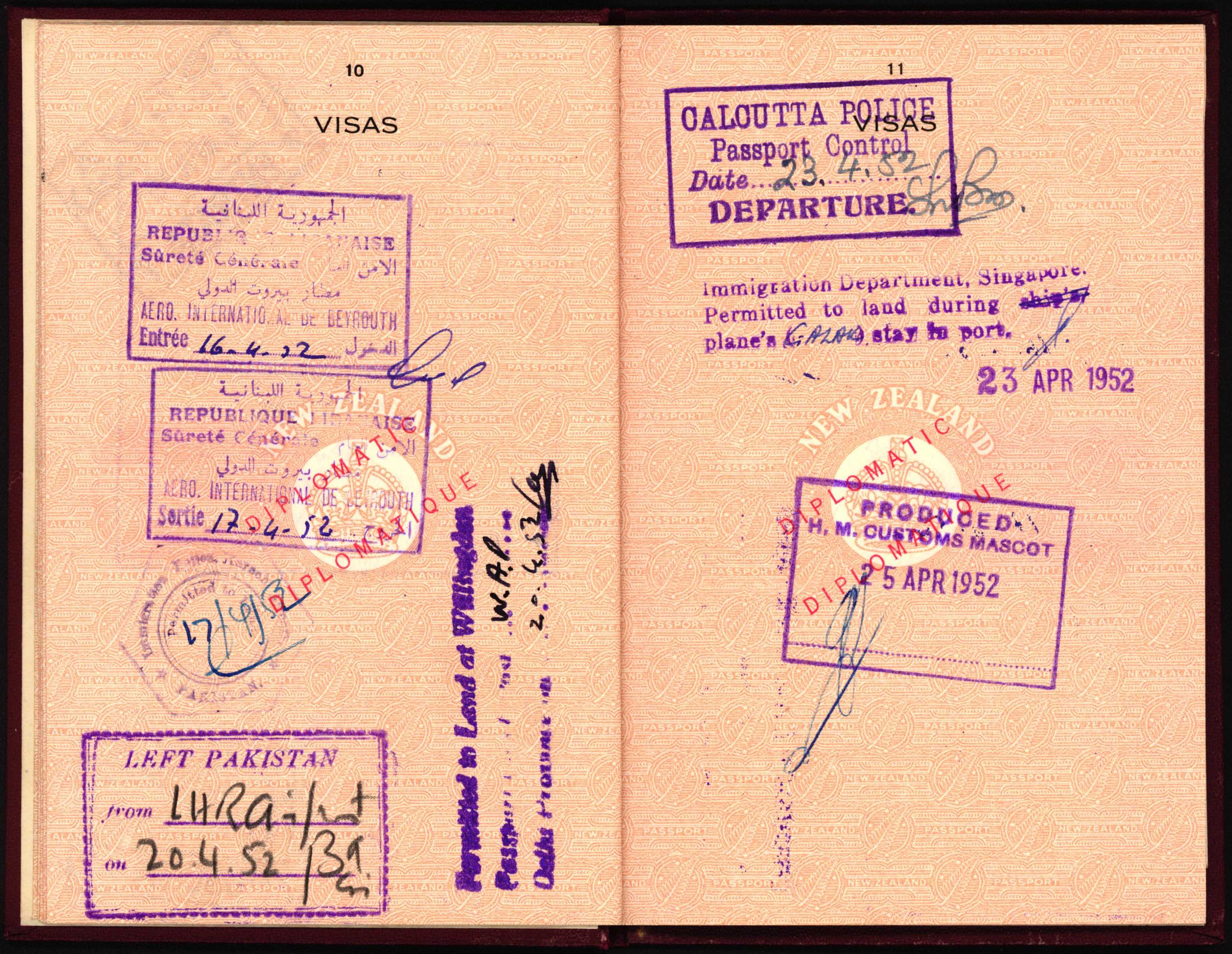
Interior de um passaporte diplomático emitido em 1952
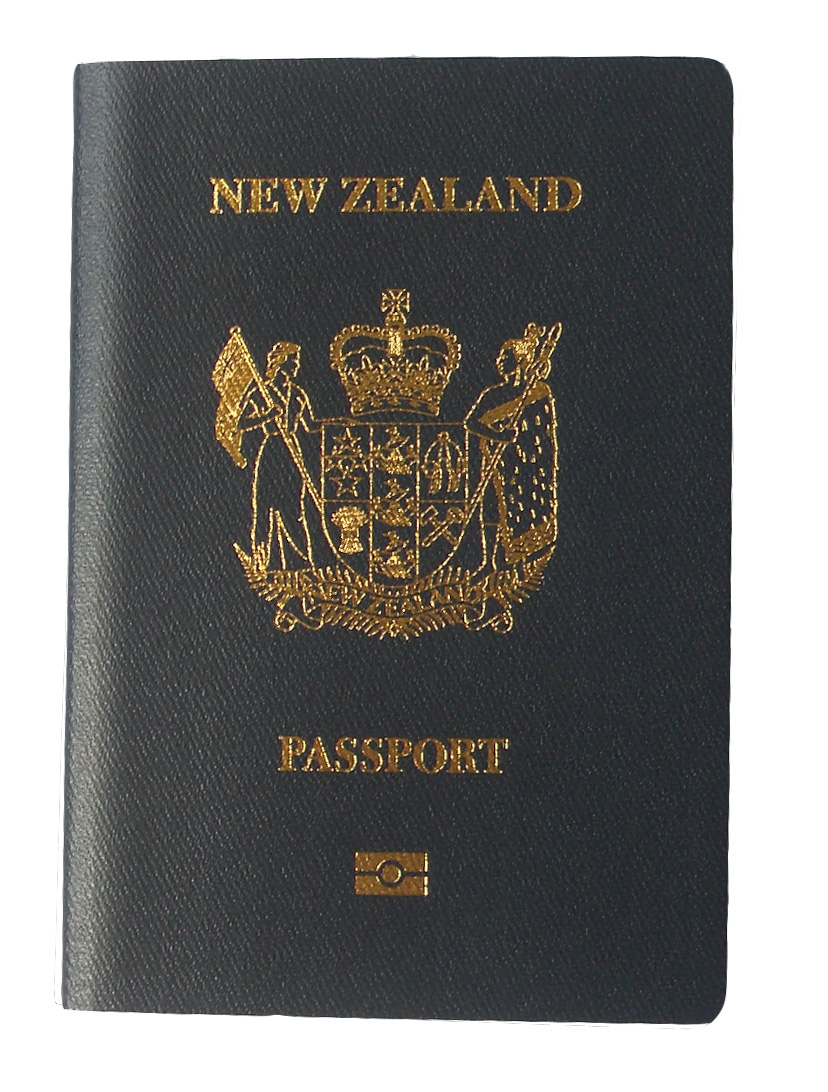
Passaporte biométrico da Nova Zelândia emitido entre novembro de 2005 e novembro de 2009